# Fëdor Isidorovič Kuznecov
Fëdor Isidorovič Kuznecov (in russo Фёдор Исидорович Кузнецов?, in bielorusso Фёдар Ісідаравіч Кузняцоў?, Fëdar Isidaravič Kuznjacoŭ; Balbečino, 29 settembre 1898, 17 settembre del calendario giuliano – Mosca, 22 marzo 1961) è stato un generale sovietico durante la seconda guerra mondiale.

## Biografia
Kuznecov nacque in una famiglia contadina nel Governatorato di Mogilëv (oggi parte della Bielorussia come Regione di Mahilëŭ), entrò nell'Esercito imperiale russo, dove servì durante la prima guerra mondiale. Continuò il suo servizio militare nell'Armata Rossa dei bolscevichi. Durante la seconda guerra mondiale sul Fronte orientale, comandò inizialmente il fronte nord-occidentale durante l'operazione difensiva strategica nel baltico fino al 30 giugno 1941, ma fu sollevato dal comando nei primi giorni dell'agosto del 1941, venendo rimpiazzato dal Maggior generale Sobennikov. Durante la riunione dello Stavka del 12 agosto 1941 gli fu affidato il comando della nuova 51ª armata indipendente, in seguito servì come comandante temporaneo del fronte centrale (luglio-agosto 1941), capo dello Stato maggiore della 28ª armata, vice-comandante del fronte occidentale e comandante della 61ª armata. Dal marzo del 1942 al giugno del 1943 servì come comandante effettivo dell'accademia dello Stato maggiore generale, dall'agosto del 1943 al febbraio del 1944 fu vice-comandante del fronte di Volchov e del fronte della Carelia. Dal 1945 al 1948 comandò il distretto militare degli Urali e in seguito si ritirò dal servizio militare a causa di una malattia.
È sepolto nel Cimitero di Novodevičij a Mosca.